# 問雅臣
問 雅臣（とい まさおみ、1985年9月21日 - ）は、日本のプロバスケットボール選手である。2012年にbjリーグの高松ファイブアローズと契約しプロ選手となる。高松、島根スサノオマジック、埼玉ブロンコスの3チームでプレイし、2015-16シーズン終了をもって引退した。
鳥取県出身。選手としてのポジションはガード、フォワード。ディフェンスを得意としていた。

## 来歴
バスケットボールをしていた姉の影響で、10歳の時にバスケットボールを始める。倉吉北高等学校2年次の2002年、インターハイに出場。
近畿大学進学後、4年生時の2007年には関西学生バスケットボール選手権大会で優秀選手賞を受賞。関西学生バスケットボールリーグ戦で優勝して最優秀選手賞を受賞。
大学卒業後は大阪実業団のタツタ電線に入社。2010年に近畿地区代表として第85回天皇杯全日本総合バスケットボール選手権大会に出場している。ストリートボールのSOMECITYにも、HIGH WEST BALLERSの一員として参加していた。
2012年6月、bjリーグ・高松ファイブアローズのトライアウトを受験。ディフェンス力が評価されて契約に至った。背番号は44。2013-14シーズン終了まで2シーズン在籍した。
2014年8月、島根スサノオマジックのトライアウトに合格して入団した。
2015年7月、埼玉ブロンコスに移籍。シーズン終了後の2016年8月10日、自らのブログで引退を表明した。